# ماريا ستيواردا
ماريا ستيواردا (ماري ستيوارت) أوبرا تراجيدية من فصلين، كتبها غايتانو دونيزيتي، لليبريتو من تأليف جوزيبي بارداري، بناء على ترجمة أندريا مافي لمسرحية ماريا ستيوارت بقلم فريدريك شيلر من عام 1800.
الأوبرا إحدى عدد من الأوبرات التي كتبها دونيزيتي والتي تتناول عصر تيودور من تاريخ إنجلترا، بما فيها آنا بولينا (التي سُميت على اسم آن بولين زوجة هنري الثامن ملك إنجلترا)، وروبيرتو دوفورو (سُميت تيمنًا بعشيق مزعوم لإليزابيث الأولى ملكة إنجلترا)، وإل كاستيلو دي كينيلوورث. غالبًا ما يُشار إلى الشخصيات الأنثوية الرئيسة في أوبيرات آنا بولينا وماريا ستيواردا وروبيرتو دوفورو باسم «ملكات دونيزيتي الثلاث». القصة مستندة على نحو فضفاض إلى حياة ماري ملكة إسكتلندا (ماري ستيوارت) وابنة عمها الملكة إليزابيث الأولى. ابتدع شيلر مواجهة بين الملكتين اللتين لم تلتقيا في الحقيقة قط.
بعد سلسلة من المشكلات المحيطة بتقديمها في نابولي بعد البروفة النهائية، بما في ذلك الحاجة إلى إعادة كتابتها من أجل موقع مختلف تمامًا، وفترة زمنية مختلفة، وبعنوان جديد هو بونديلمونته، عُرضت ماريا ستيواردا كما نعرفها اليوم أول مرة في 30 ديسمبر 1835 بمسرح لا سكالا في ميلانو.

## تاريخ تأليفها

### جاذبية ماري ستيوارت والتاريخ الإسكتلندي في القرن التاسع عشر بإيطاليا
في مجموعة متنوعة من المجالات -الدراما والأدب (الخيالي أو غير ذلك)- مارست إنجلترا في عصر تيودور (واسكتلندا في عهد ماري ستيوارت وما بعدها على وجه الخصوص، ولودجيا دي لاميرمور التي ألفها دونيزيتي مثال على ذلك) سحرًا غير عادي على الأوروبيين القاريين. في الأدب، لوحظ ظهور أكثر من 20.000 كتاب عن حياة ماري، وفي غضون عامين من وفاتها، بدأت المسرحيات أيضًا بالظهور. بالإضافة إلى ماريا ستيوارت التي ألفها شيلر، ظهرت مسرحية أخرى مؤثرة هي ماريا ستيوارت من تأليف الكونت فيتوريو ألفييري كُتبت في 1778، وفيها «مُثلت تلك الملكة المنحوسة على أنها غير شكاكة، وغير صبورة على التناقض والعنف في علاقاتها».
عندما يتعلق الأمر بما سُلم عن إليزابيث الأولى لدونيزيتي وغيره من الملحنين الإيطاليين، يذكر مدير مسرح الأوبرا ستيفن لوليس أن وجهة النظر القارية كانت لتكون مختلفة تمامًا عن وجهة نظر إليزابيث المتمحورة حول الأنجلو بصفتها الملكية الطيبة بيس، مثل غلوريانا، وبصفتها الشخص الذي دحر الكاثوليكية عن شواطئ إنجلترا. ولكن من منظور إيطالي، كانت إليزابيث مهرطقة، ولقيطة في الواقع، لأن «والدها هنري الثامن لم يحصل على فسخ من البابا لإنهاء زواجه من كاثرين الأراغونية ليتزوج زوجته الثانية (أم إليزابيث) آن بولين». وبالتالي، في نظر الكاثوليكيين الأوروبيين، كانت ماري شهيدة والحاكمة الشرعية لإنجلترا، وهي شخصية متعاطفة تتناقض مع إليزابيث، التي كانت تقليديًا تلعب دورًا أقتم، وغالبًا على أنها «غيورة غيرة لا تُكبح، وعنيدة، ويسهل إرهاقها. هذه صورة إليزابيث التي عُثر عليها، وعلى نحو غير مفاجئ، في ليبريتو بارداري».

فيما يتعلق بالأوبرا الإيطالية الخاصة ببريمو أوتوتشينتو، وجدت هذه المواقف طريقها إلى الأعمال التي تدفقت، فغطت جزءًا كبيرًا من عصر تيودور، بما في ذلك أعمالًا عن ابنة هنري الثامن الأولى، ماري، التي صارت ماري الأولى ملكة إنجتلرا وعُرفت باسم «ماري الدموية» لفرضها عودة البلاد الصارمة إلى الكاثوليكية. عبر البروفسور ألكسندر ويذرسون عن جاذبية هذه الأوبرات في النشرة الإخبارية لجمعية دونيزيتي في عام 2009 على النحو التالي (مع إضافة عناوين الأوبرا المعنية المرتبطة بالملحنين المذكورين):
كانت تربة إسكتلندا موشكة على أن تُدنس بدفق من الأوبرات التي تحمل أثر خصم [إليزابيث]..... ربما كانت إسكتلندا لتظل في سلام من دون ماري ستيوارت.... في إيطاليا وحدها في العقود الأولى من القرن التاسع عشر، كان ثمة حساء إسكلتندي من الأوبرات من تأليف أيساب، وكاباتشيلاترو، وكارافا [إي سوليتاري دي سكوتزيا، 1815، وإليزابيتا إن ديربيشاير أوسيا إل كاستيو دي فوترينغي]، وكارليني [ماريا ستيواردا، ريجينا دي سكوتزيا، 1818]، وكاساليني، وكاسيلا [ماريا ستيواردا، 1812]، وكوكسيا [إي سوليتاري، 1811، وماريا ستيوارت، وريجينا دي سكوتزيا، 1827]، ودونيزيتي [موضوع مقالة النشرة الإخبارية]، وفيراري [البلجيكي]، وفيتيس [ماري ستيوارت أن إيكوسي]، وماتزوكاتو [لا فيدانزاتا دي لاميرمور، 1834]، وميركادانته [ماريا ستيوارتا، ريجينا دي سكوتزيا، 1825]، ونيدرماير [ماريا ستيوارت، باريس 1844]، ونيكوليني، وباشيني [فالاتشي، 1820، ومالفينا دي سكوتزيا]، وبافيسي، وبوجني، وراجينتروف، وآل ريتشي [فيديريكو ريتشي ولويجي ريتشي] [لا بريدجوني دي إديمبورغو، 1838]، وروسيني [إليزابيتا، وريجينا دينغيلتيرا، 1815]، وسونير [ماريا ستيواردا أوسيا إي كاربوناري دي سكوتزيا، 1814]، وفاكاي [إي سوليتاري دي سكوتزيا، 1815]، وهذا مجرد خدش على سطح الافتتان الأوروبي بقطع رأس ستيوارت و/ أو معتقلها الشمالي الذي بلغ أشدّه في حمام الدم بنهاية القرن الثامن عشر، والأوبرات في الغالب عنيفة وتافهة، ومليئة بالمواجهات العصرية والصراعات المصطنعة، ومحرضة سياسيًا، ومتكررة وسُرعان ما تنسى.
لكن يستنتج ويذرسن:
لكن في قلب الحبكة ثمة إيطالي، المسرحيات والروايات الخشنة لكاميلو فيديريتشي (1749- 1802) [الاسم المستعار لجيوفاني باتيستا فياسولو] وهو ممثل سابق جعل تفحيشه الغزير لشيلر وأوغست فون كوتسيبو كتّاب الليبريتو الإيطاليين يخربشون لأربعة عقود. في الواقع، يُشك أن السير والتر سكوت لم يكن ليأسر من دونه خيال العديد من الشعراء، ولا لفترة طويلة.